# 駝背胡椒鯛
駝背胡椒鯛（学名：Plectorhinchus gibbosus），又稱駝背石鱸、黑石鱸、黑胡椒鯛，俗名打鐵婆，為輻鰭魚綱鱸形目石鱸科的其中一個種。

## 分布
本魚分布於印度西太平洋區，包括紅海、東非、南非、馬達加斯加、模里西斯、塞席爾群島、波斯灣、馬爾地夫、斯里蘭卡、印度、日本、韓國、中國沿海、台灣、越南、菲律賓、印尼、澳洲、新幾內亞、新喀里多尼亞、帛琉、所羅門群島、馬里亞納群島、馬紹爾群島、密克羅尼西亞、諾魯、斐濟群島、吐瓦魯、萬納杜、夏威夷群島、吉里巴斯、薩摩亞群島等海域。

## 深度
水深8至20公尺。

## 特徵
本魚體色暗褐色，背部顏色深而腹側顏色淡，各鰭末端顏色深，除體側有些不甚清楚的暗斑外，體上無其他花紋。在下唇的外緣有3對小孔。體被中型櫛鱗，頰部、鰓蓋、頭頂均被鱗。側線一條完整，弧形。口中等大小。幼魚的尾鰭、背鰭及臀鰭之外緣為黃白色。側線鱗片數48至49枚，背鰭硬棘14枚、軟條15至17枚；臀鰭硬棘3枚、軟條7至8枚。體長可達75公分。

## 生態
本魚棲息於水較混濁的岩礁區，屬肉食性，以甲殼類和魚類為食，常被釣獲。

## 經濟利用
為美味的食用魚，適合紅燒或煮湯或煮熟後沾芥末食用。